# Lasippa neriphus
Lasippa neriphus är en fjärilsart som beskrevs av William Chapman Hewitson 1868. Lasippa neriphus ingår i släktet Lasippa och familjen praktfjärilar. IUCN kategoriserar arten globalt som livskraftig. Inga underarter finns listade i Catalogue of Life.

## Bildgalleri

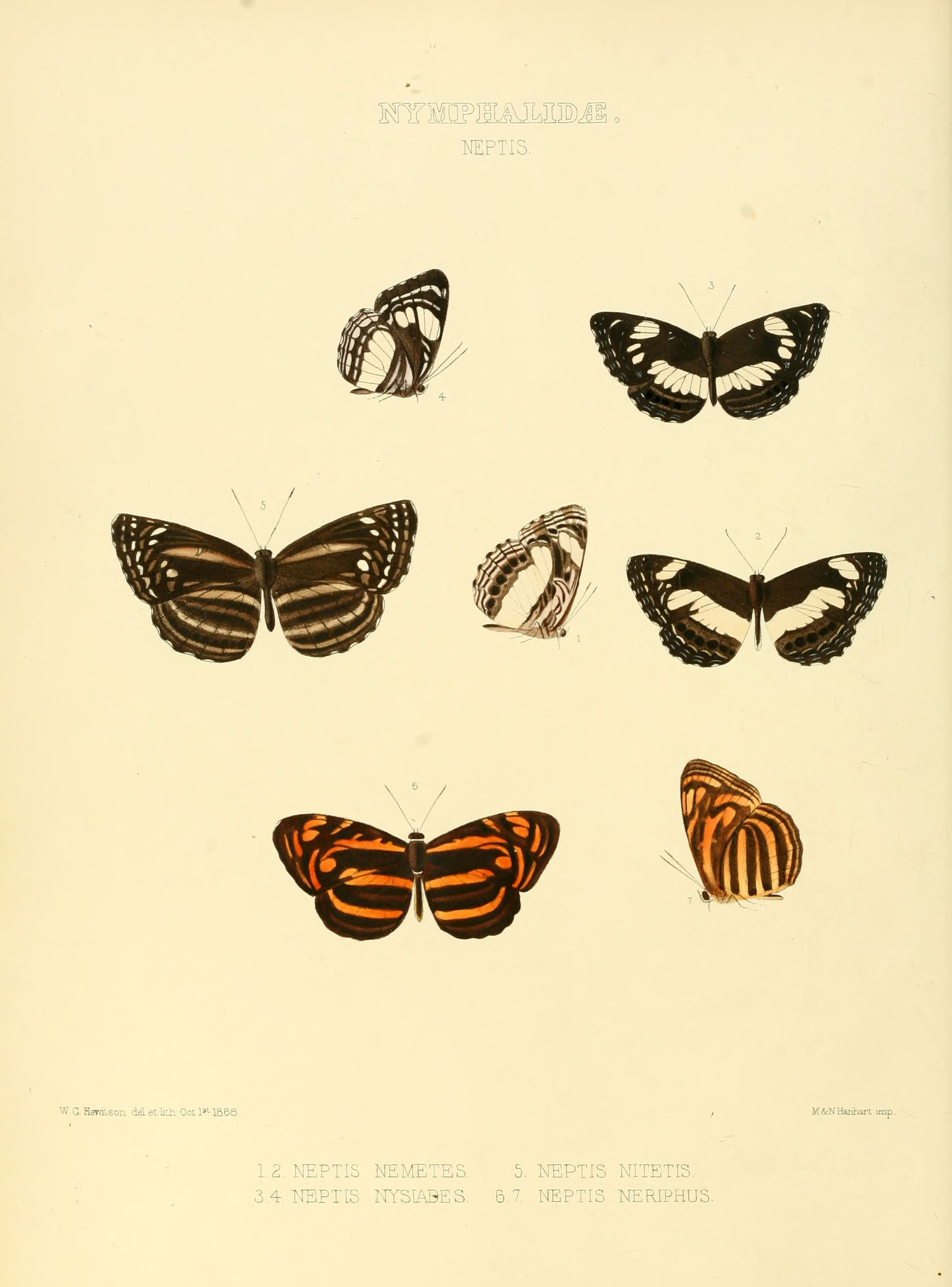
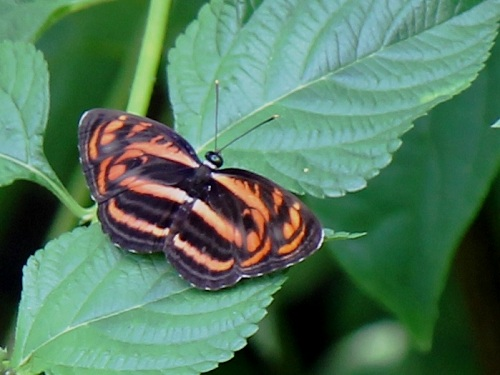